# Miclobutanil
Miclobutanil é um triazol usado como fungicida. É um inibidor de desmetilação em esteroides, sobretudo na biossíntese do ergosterol. O ergosterol é um componente essencial na composição das membranas celulares de fungos.

## Estereoquímica
| Miclobutanil (2 estereoisómeros) | Miclobutanil (2 estereoisómeros) |
| -------------------------------- | -------------------------------- |
| (S)-configuración                | (R)-configuración                |